# Canal & River Trust
Canal & River Trust — неправительственная организация, созданная в Соединённом королевстве для охраны и развития свыше 2000 миль внутренних водных путей: каналов, рек, водохранилищ, а также сопутствующих строений и инфраструктуры, в том числе музеев, в Англии и Уэлсе. Создана 12 июля 2012 года как преемница государственной компании British Waterways.

## История
Впервые концепция сохранения национальных внутренних водных путей Великобритании была выдвинута в конце 1940-х Томом Ролтом и Робертом Эйкманом, создавшими Ассоциацию внутренних водных путей для этих целей.
Эта идея была возрождена руководством Британских водных путей в 2008 году в ответ на растущее сокращение субвенций, падение коммерческих доходов после финансового кризиса 2007-08 годов и растущие призывы пользователей водных путей к большему участию в управлении ими.
18 мая 2009 года, на террасе Палаты общин была открыта презентация «двадцать двадцать — видение будущего наших каналов и рек», где British Waterways предложила радикальный пересмотр управления водными путями и переход от государственной корпорации к некоммерческой организации. Событие поддержали три ведущие парламентские партии.
24 марта 2010 года лейбористское правительство объявило о решении объединить British Waterways, обязательство, которое было повторено в манифесте лейбористов 2010 года: «чтобы дать большему количеству людей долю в высокоценном национальном активе, British Waterways будут превращены кооператив с совместным владением».
В июле 2012 года все активы, обязательства и ответственность British Waterways в Англии и Уэльсе были переданы Canal & River Trust, который был официально открыт 12 июля.

## Доступ к каналам и бечевникам
Водные пути, находящиеся в ведении Canal & River Trust, доступны для использования лодками, байдарками, каноэ и другими плавсредствами после уплаты соответствующего лицензионного сбора.
Пешеходы и велосипедисты могут пользоваться разветвленной сетью бечевников, идущих вдоль каналов и рек, бесплатно. Нельзя ездить на лошадях по бечевнику или использовать лошадей для тяги судна, если бечевник официально для этого не предназначен. Въезд на мотоциклах и других моторизованных транспортных средствах запрещен.